# Усть-Сарапулка
Усть-Сарапу́лка — деревня в Сарапульском районе Удмуртии, административный центр сельского поселения Усть-Сарапульское.

## География
Усть-Сарапулка располагается в юго-восточной части Удмуртии на правом берегу Камы, в 63 км к юго-востоку от города Ижевска, в 9 км от районного центра города Сарапула, в 8 км к северо-западу от деревни Межная и в 12 км от села Мазунино.

## Население
| 2010 | 2012 |
| ---- | ---- |
| 622  | ↗625 |

## История
В письменных источниках Усть-Сарапулка впервые упоминается в «Писцовой книге Казанского уезда 1647—1656 г.» как деревня в дворцовой Сарапульской волости Арской дороги Казанского уезда: «Деревня на усть речки Сарапулки: пашни и порослей шесть длинников, пятнатцать поперечников, итого девяносто десятин в поле, а в дву по тому ж, и с церковною землею». В 1701 году упоминается в переписной книге, составленной «по наказу стольника и воеводы» Никиты Алферьевича Кудрявцева.
После упразднения Арской дороги в 1780 году — в Сарапульском уезде Вятского наместничества (с 1796 года — Вятской губернии).
С 2006 года Усть-Сарапулка является административным центром муниципального образования «Усть-Сарапульское», в которое, кроме самой Усть-Сарапулки, входят деревни Непряха, Лубянки.